# Copium
Copium is een geslacht van wantsen uit de familie van de netwantsen (Tingidae). De wetenschappelijke naam werd gepubliceerd in 1822 door Thunberg.

## Soorten
Het geslacht bevat de volgende soorten:

- Copium adumbratum (Horváth, 1891)
- Copium bernardi (Wagner, 1954)
- Copium brevicorne (Jakovlev, 1880)
- Copium clavicorne (Linnaeus, 1758)
- Copium horvathi (Wagner, 1957)
- Copium intermedium (Rey, 1888)
- Copium iranium (Wagner, 1969)
- Copium japonicum (Esaki, 1931)
- Copium magnicorne (Rey, 1888)
- Copium reyi (Wagner, 1954)
- Copium teucrii (Host, 1788)